# Philippe Hébérle
Philippe Hébérle, född 21 mars 1963 i Belfort, är en fransk före detta sportskytt.
Hébérle blev olympisk guldsmedaljör i luftgevär vid sommarspelen 1984 i Los Angeles.